# Daphne Oram
Daphne Oram, född 31 december 1925, död 5 januari 2003 var en engelsk musiker och kompositör av elektronisk musik. Hon skapade "Oramics", en teknik för att producera elektroniska ljud.

## Diskografi
- Electronic Sound Patterns (1962),[2]
- Oramics (2007)[3]
- Spaceship UK: The Untold Story Of The British Space Programme (2010) promotional 7"[4]
- Private Dreams and Public Nightmares (2011) [5]
- The Oram Tapes: Volume 1 (2011) [6]
- Sound Houses (2014) [7]
- Pop Tryouts (2015) [8]